# Nová Máza

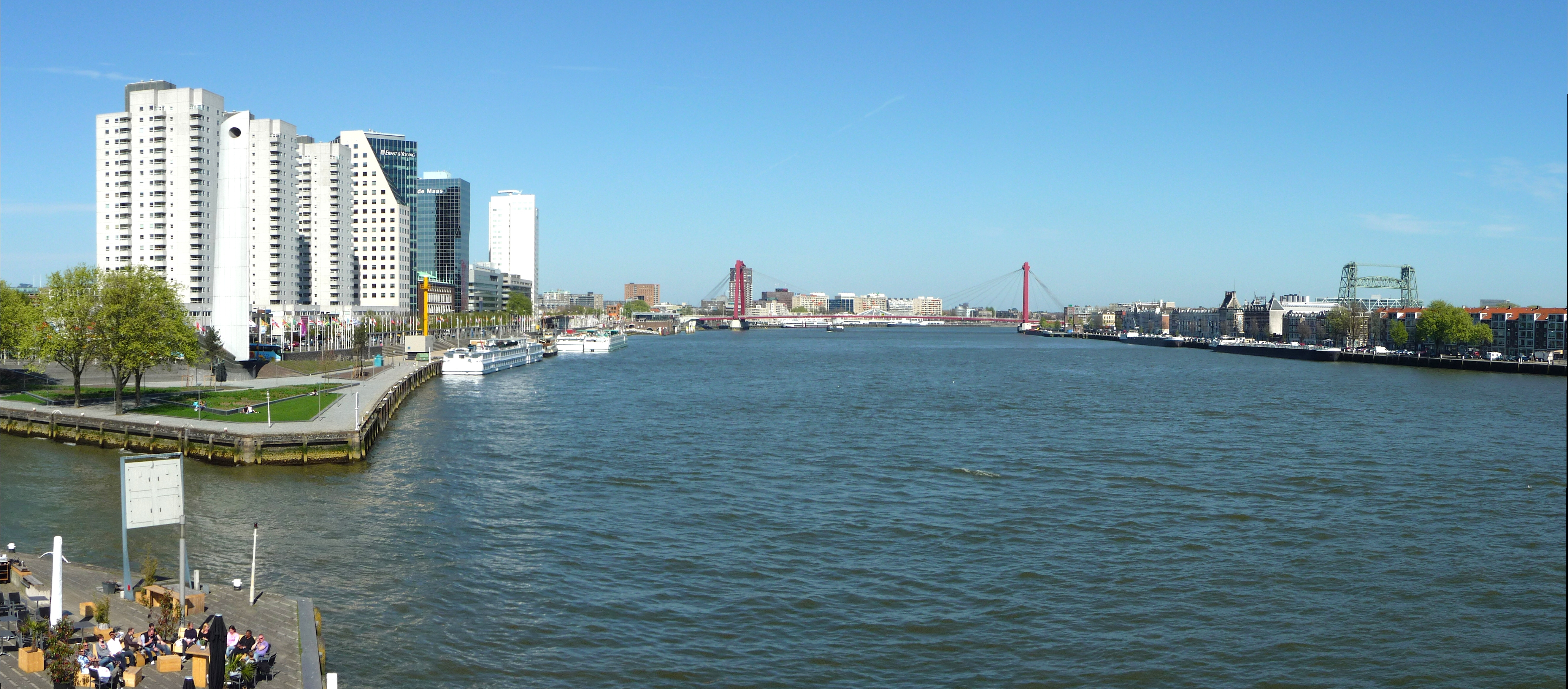
Nová Máza v Rotterdamu

Nová Máza (nizozemsky Nieuwe Maas) je říční rameno řeky Rýn a bývalé říční rameno řeky Mázy. Leží v nizozemské provincii Jižní Holandsko. Počíná soutokem řeky Noord a Lek a teče západním směrem přes Rotterdam. Západně od Rotterdamu se u Vlaardingenu stéká se Starou Mázou a společně tak vytvářejí Het Scheur, rameno delty Rýn-Máza. Celková délka Nové Mázy je přibližně 24 kilometrů. V Rotterdamu vede přes řeku Erasmův most.